# اسحق كوهين
الحاخام اسحق كوهين (بالعبرية: יצחק כהן، من مواليد 2 ديسمبر 1951) سياسي إسرائيلي شغل منصب عضوا في الكنيست عن حزب شاس منذ عام 1996، وحاليا يشغل منصب نائب وزير المالية الإسرائيلي.